# Fidiobia pronotata
Fidiobia pronotata är en stekelart som beskrevs av Szabó 1958. Fidiobia pronotata ingår i släktet Fidiobia och familjen gallmyggesteklar. Inga underarter finns listade i Catalogue of Life.